# Natty Times
『Natty Times』（ナッティー・タイムズ）は、2004年4月1日から2008年3月31日までエフエム石川 (HELLO FIVE) で放送されていたラジオ番組である。
毎週月曜 - 木曜 12:00 - 15:50（日本標準時）に放送されていた午後のワイド番組で、エフエム石川がサービス放送開始時から放送していた『URBAN HELLO FIVE』に替わってスタートした。祝日には直後の時間帯に放送の『FM Radio Shopping』が休止になるため、その日のみ15:55までの放送となった。
当初は、月曜から木曜まですべて祝迫くみ子（元エフエム石川アナウンサーのパーソナリティ）が出演していた。後に月曜・火曜を祝迫が、水曜・木曜を藤重亜美（エフエム石川パーソナリティ）が担当する方式となった。